# Queen's Road East

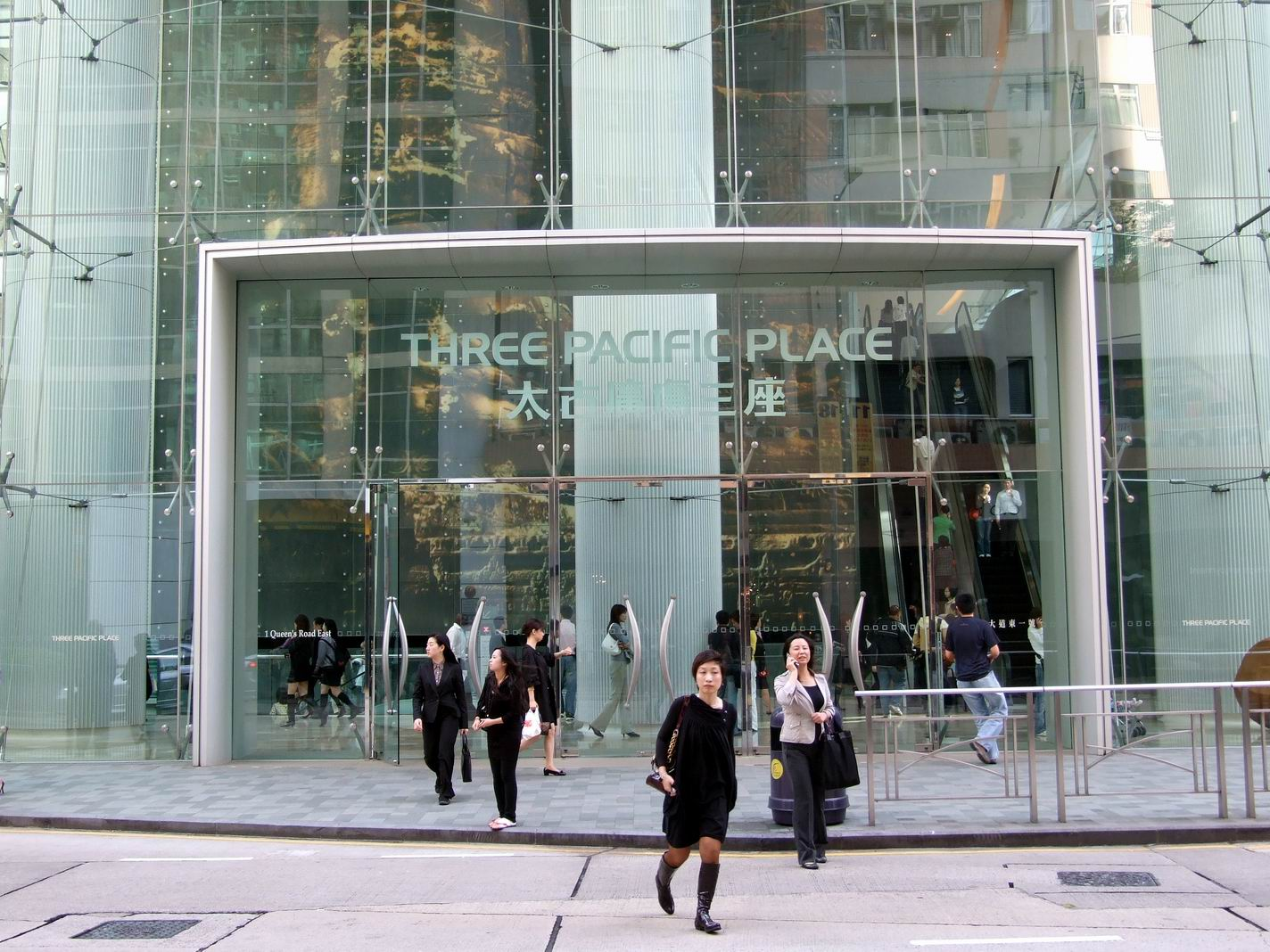
Entrada de Three Pacific Place por Queen's Road East.

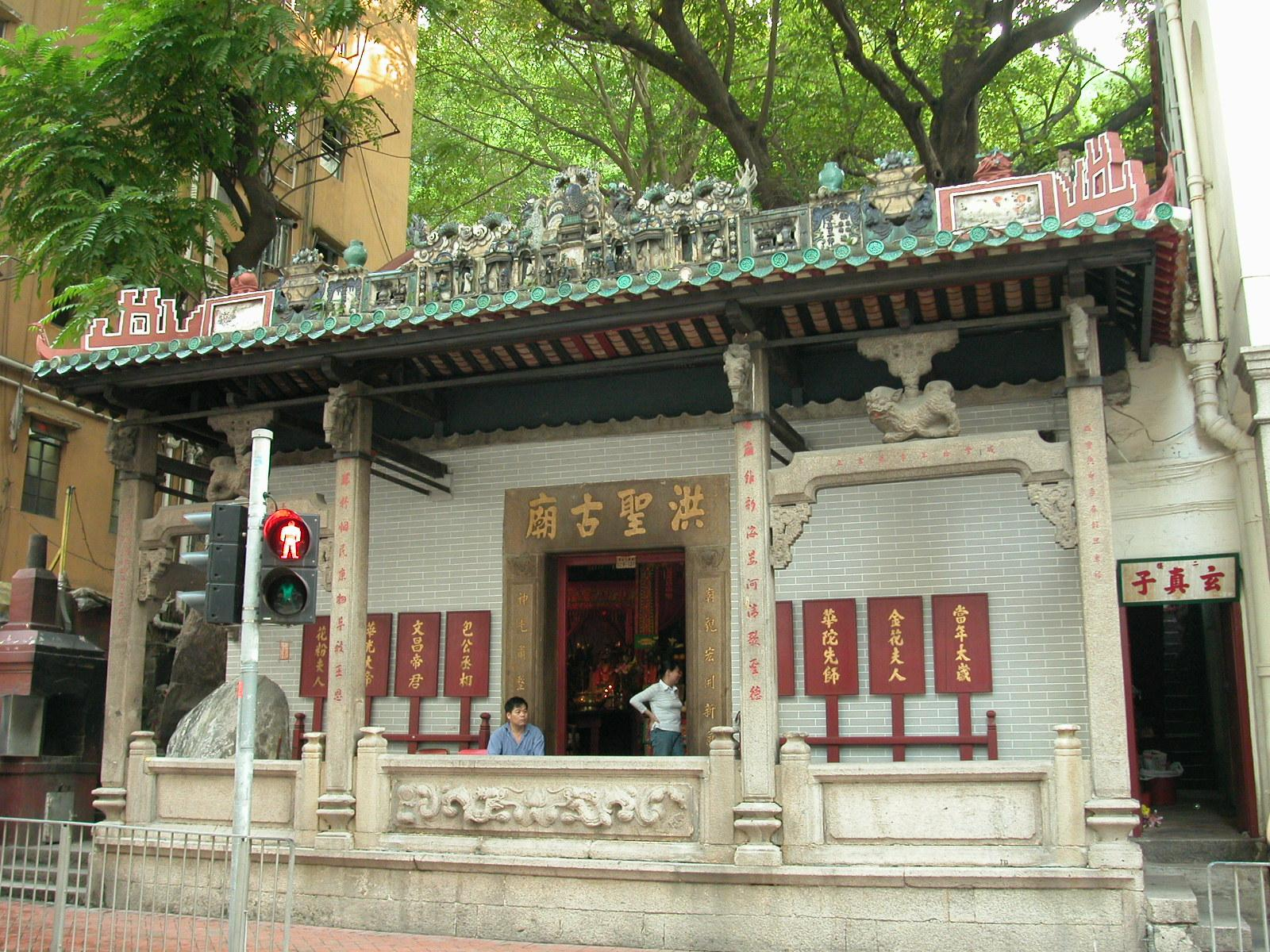
Templo Hung Shing, N.º 129-131.

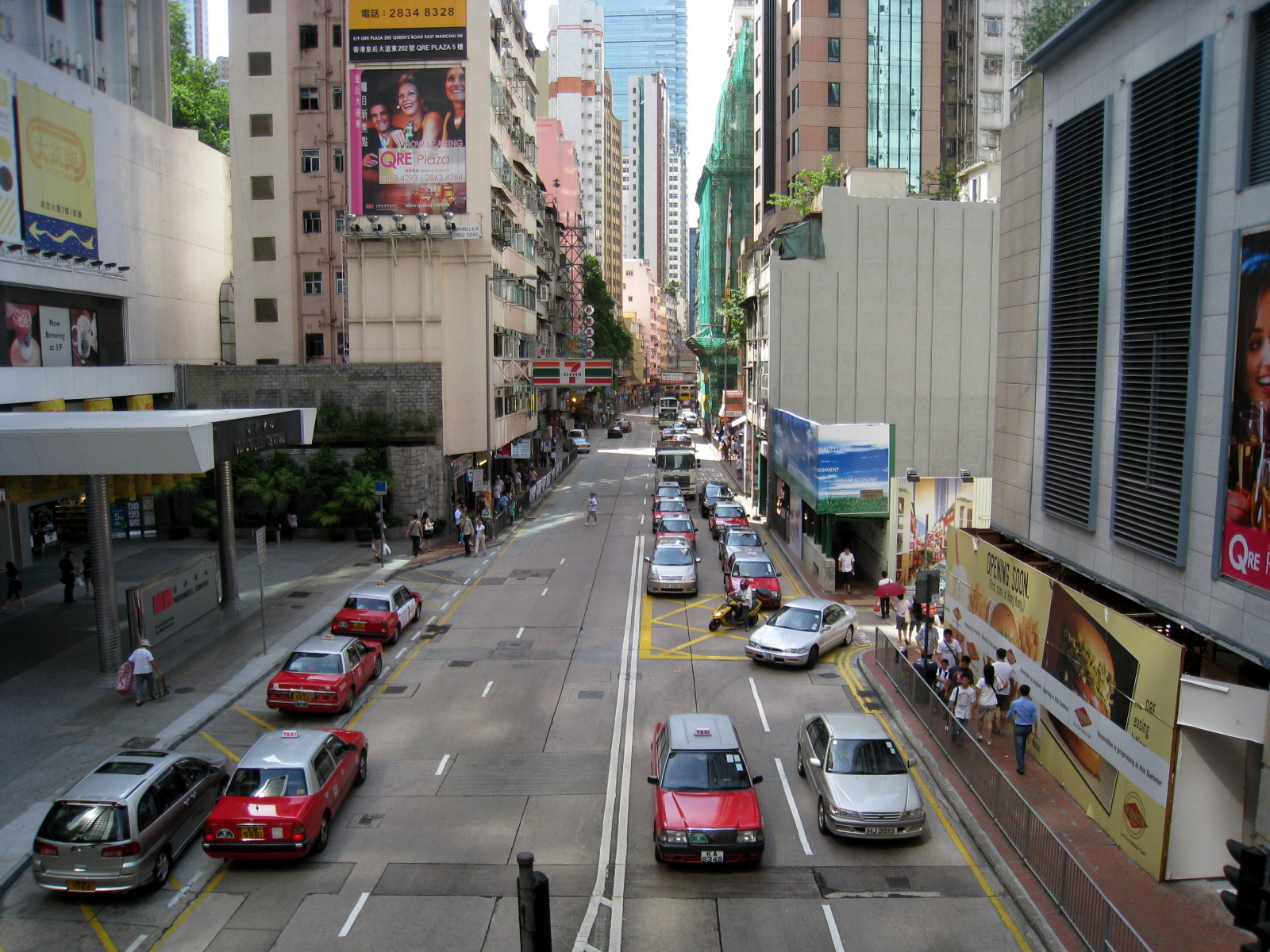
Mirando hacia el oeste, junto a la entrada del Hopewell Centre (izquierda), N.º 183.

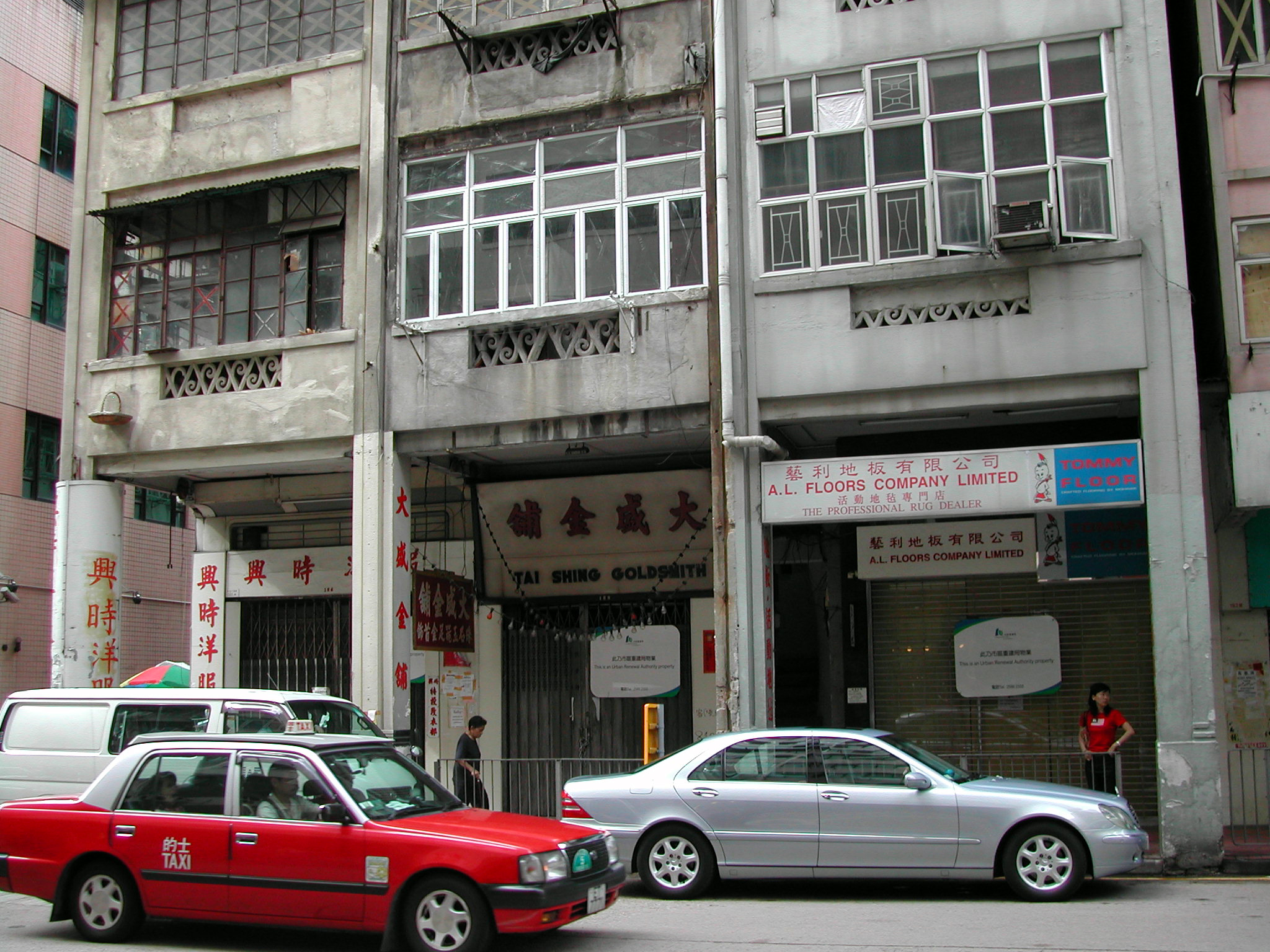
N.º 186-190 de Queen's Road East.

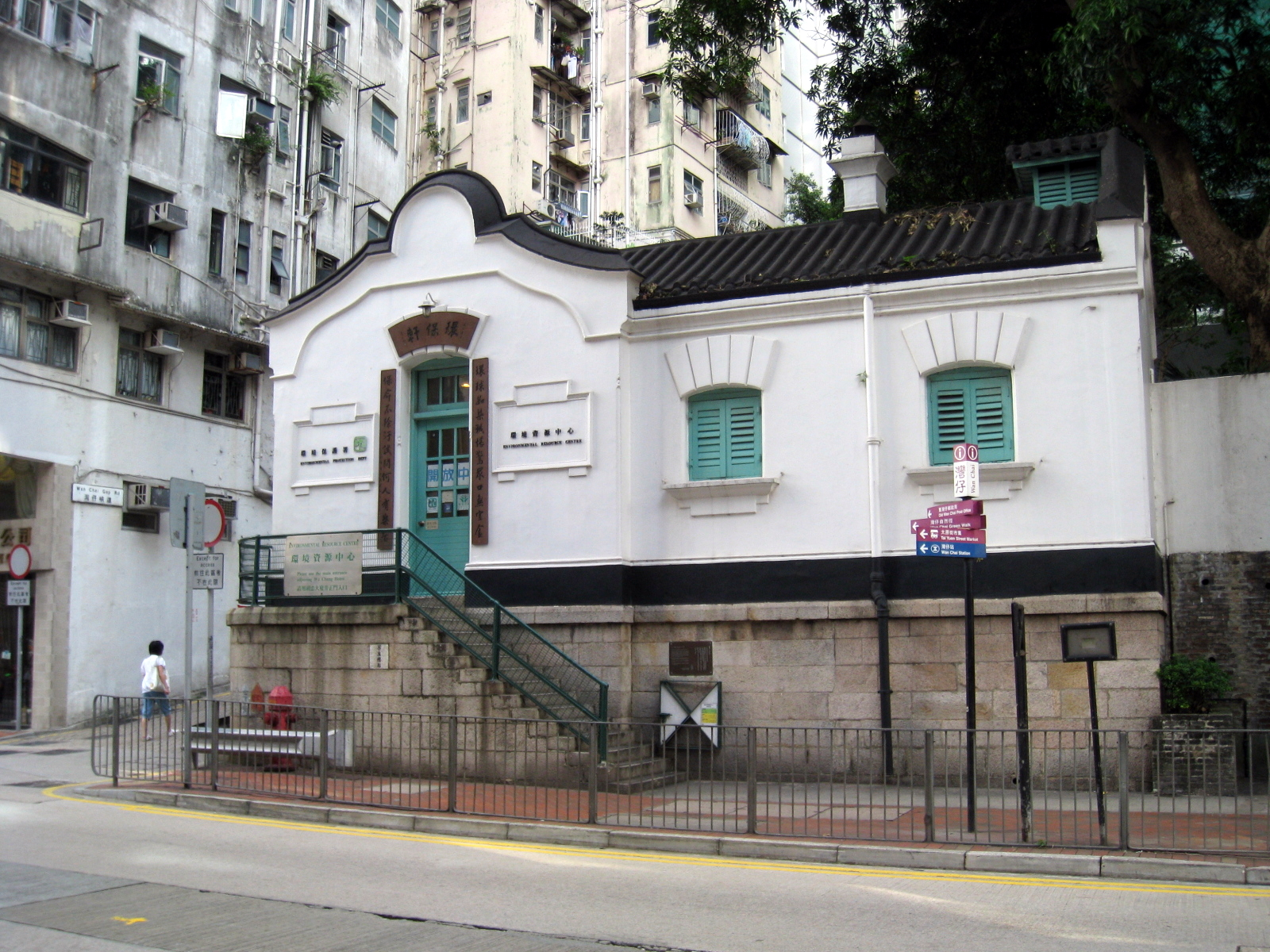
Old Wan Chai Post Office, N.º. 221.

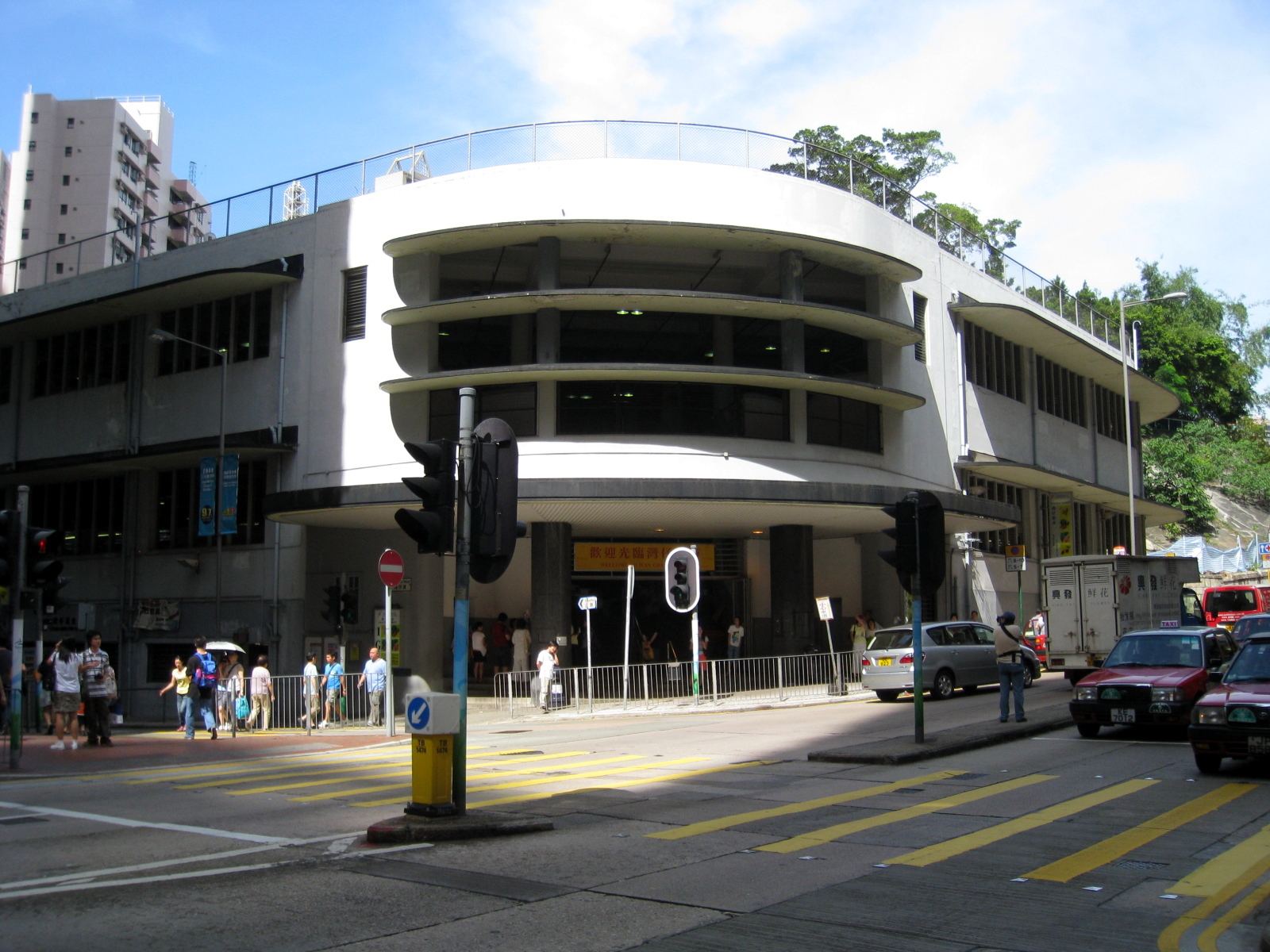
Antiguo Mercado de Wan Chai, N.º 264.

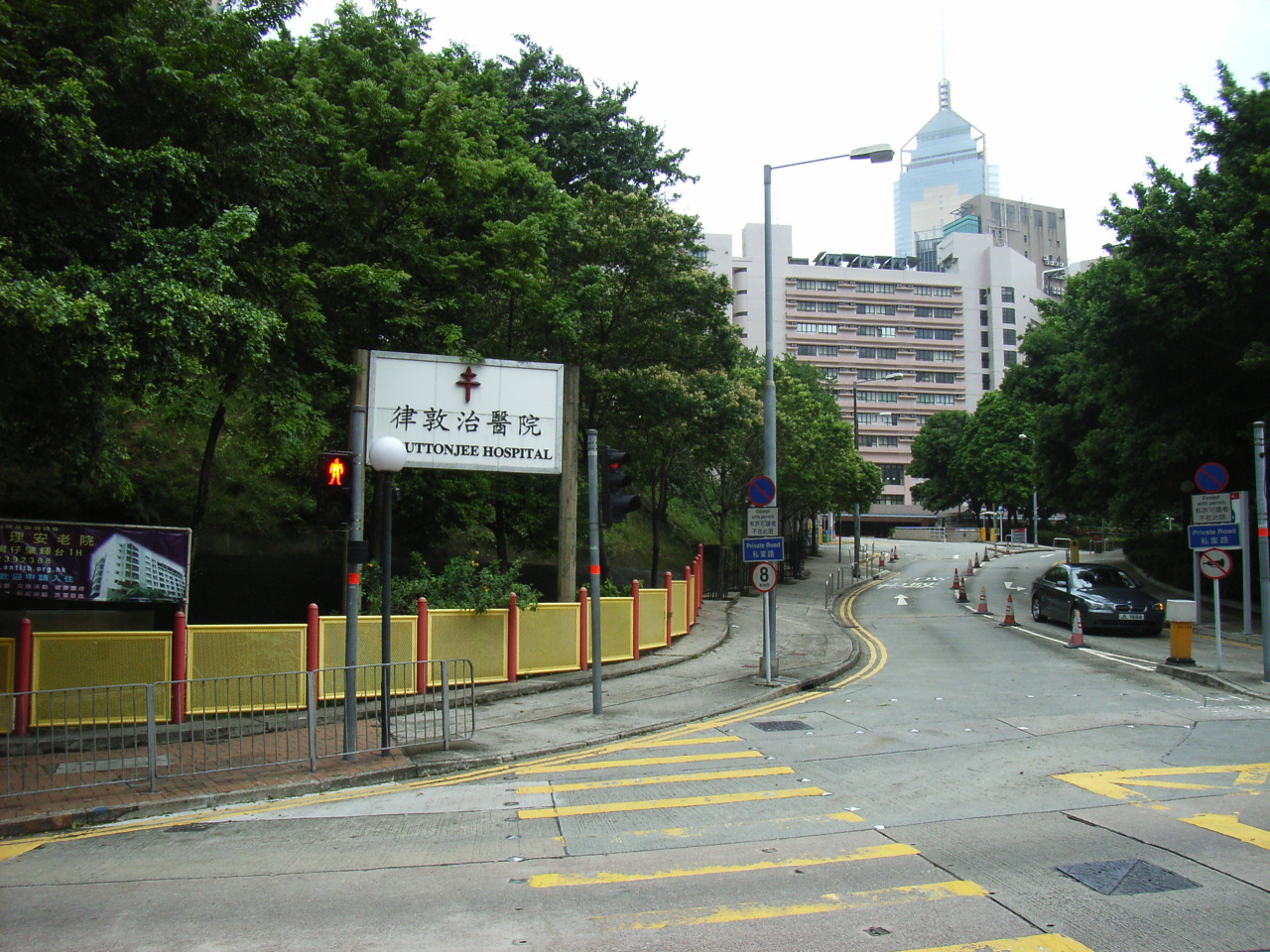
Entrada del Ruttonjee Hospital, visto desde Queen's Road East.

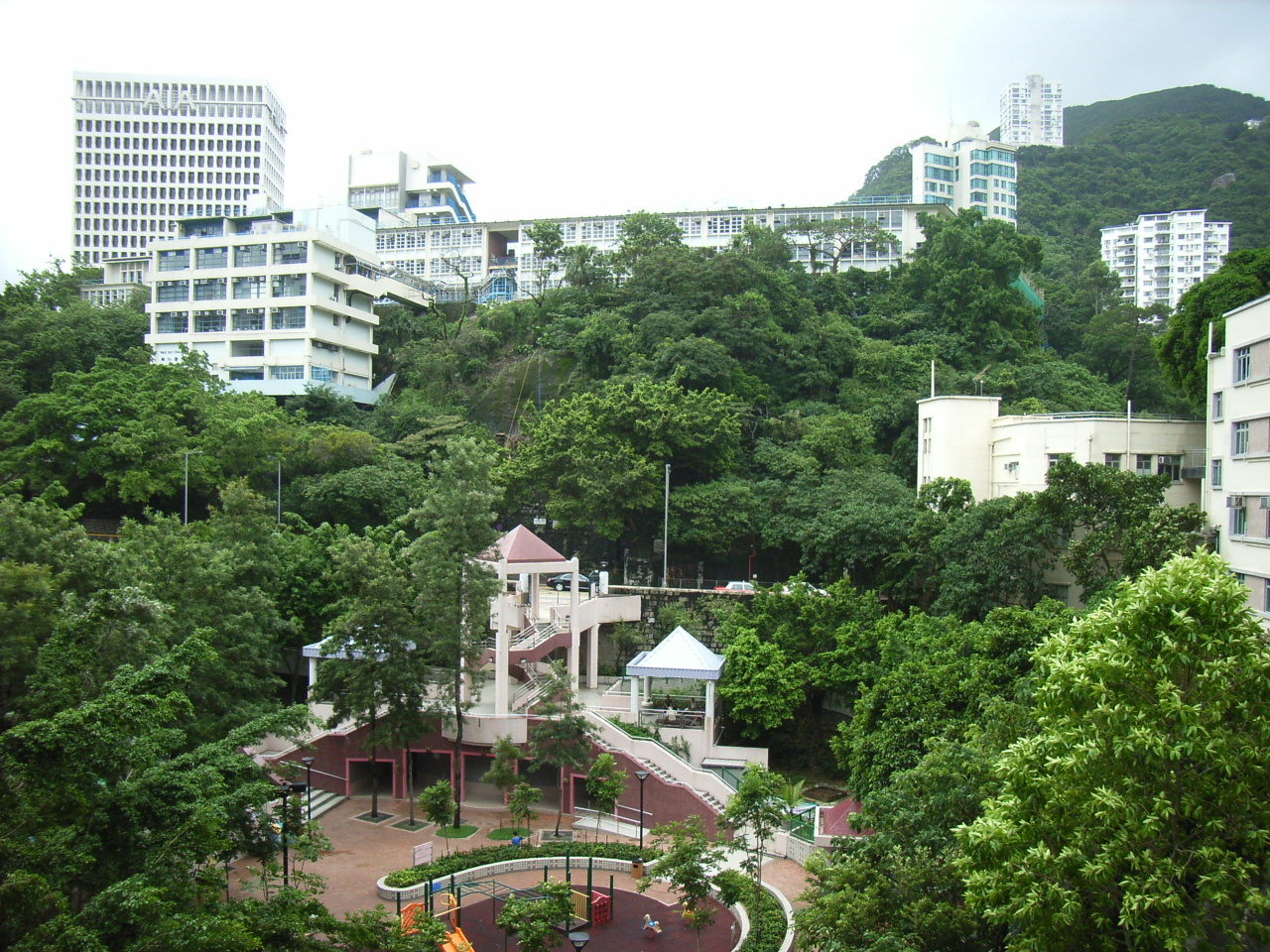
Vista de Wan Chai Park y Wah Yan College, separados por Queen's Road East.

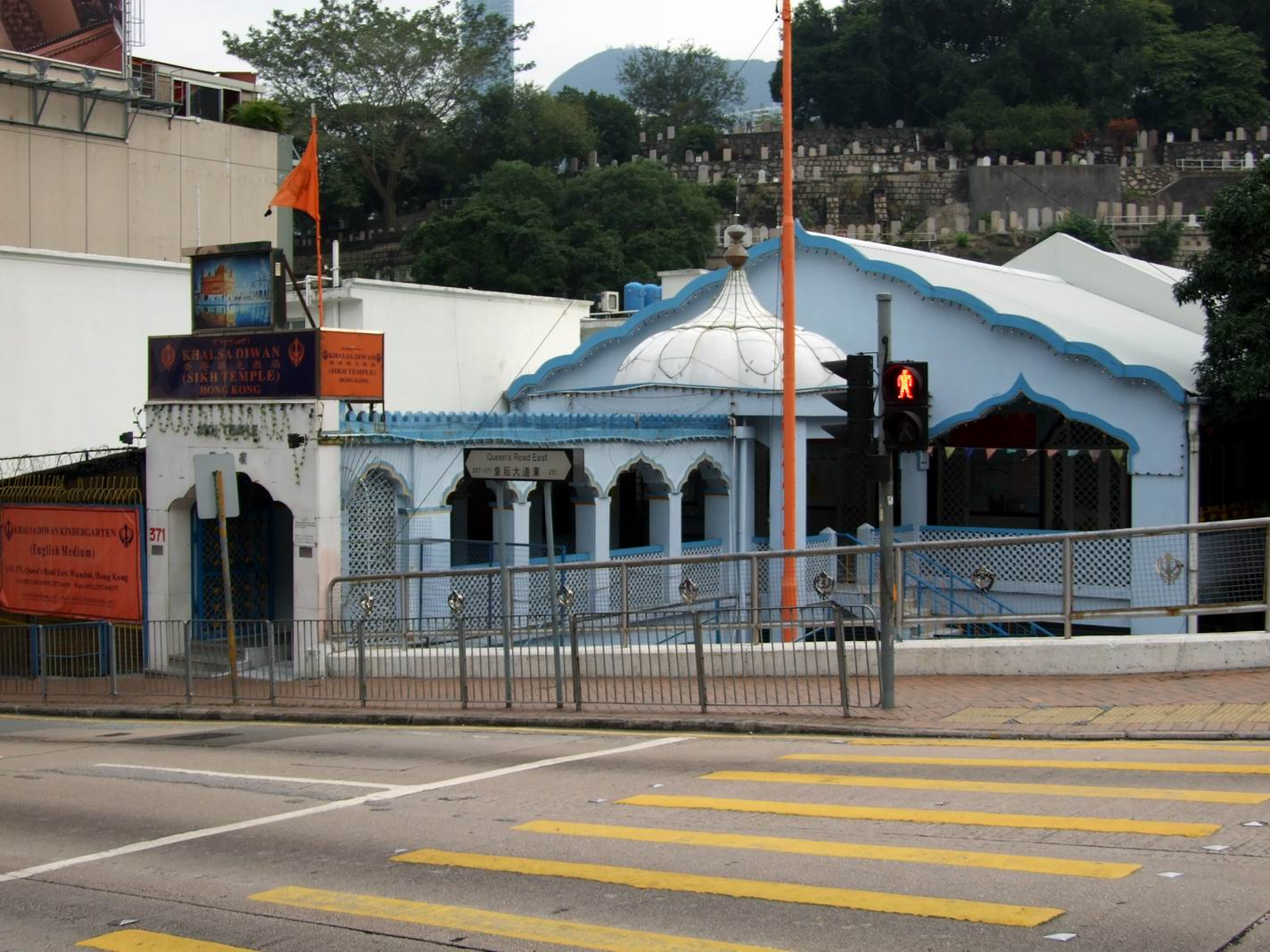
Khalsa Diwan Sikh Temple, N.º 371.

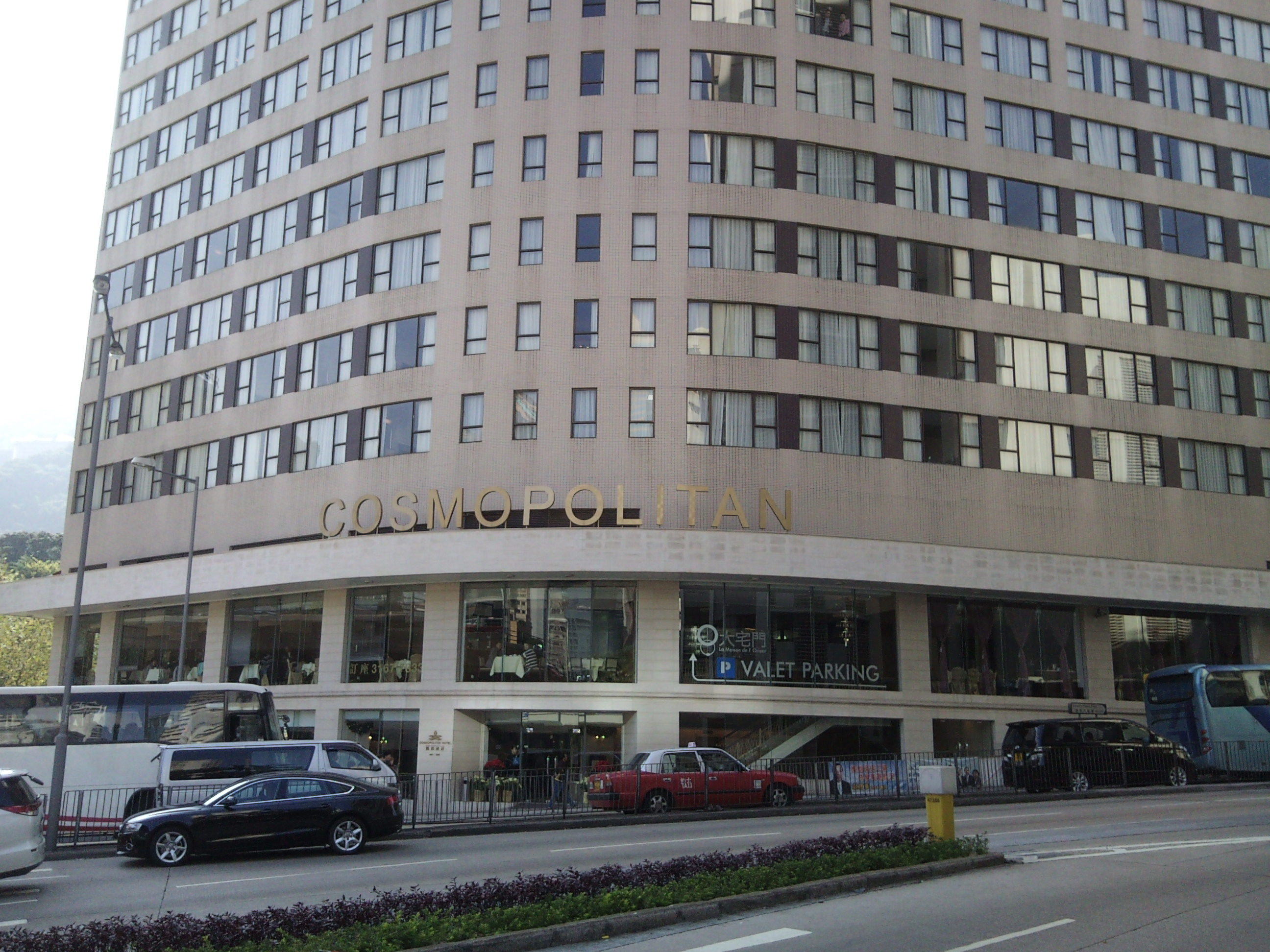
Cosmopolitan Hotel, N.º 387-397.

Queen's Road East (皇后大道東) es una calle de Wan Chai, en el norte de la Isla de Hong Kong, Hong Kong, China, que conecta Admiralty en el oeste con Happy Valley en el este. Queen's Road East es una de las cuatro secciones de Queen's Road, e incluyó históricamente Queensway.

## Localización
Queen's Road East se bifurca hacia el sur desde Queensway cerca de Justice Drive, donde Queensway gira hacia Hennessy Road. Discurre por la antigua línea de costa norte de la Isla de Hong Kong.

## Historia
El asentamiento de Wan Chai comenzó en los tiempos prebritánicos como una pequeña comunidad china alrededor del actual Templo Hung Shing en Queen's Road East. El templo se construyó probablemente en 1847 y podría haber existido previamente como una capilla. Construido originalmente frente al mar, está ahora rodeado por edificios residenciales y de oficinas, como consecuencia de sucesivas tierras ganadas al mar.
Queen's Road East se desarrolló inicialmente como un centro residencial y de oficinas europeo tras la llegada de los británicos en 1841. Se había convertido en una comunidad residencial, trabajadora y comercial principalmente china en la década de 1860.
La parte este de la calle fue cortada de Morrison Hill, que separaba antiguamente Wanchai de Happy Valley. Esta sección era conocida como 'Gap Road'. Ese nombre todavía se utilizaba alrededor de 1930, aun cuando las tierras altas hacial el norte del 'hueco' fueron niveladas en la década de 1920 y estos materiales se usaron para las tierras ganadas al mar en el puerto, bajo la Praya East Reclamation Scheme.
Aunque está asociado con Queen's Road Central y Queen's Road West, el nombre 'Queen's Road East' se ha usado desde al menos la década de 1870.

## Recorrido
La siguiente lista sigue el orden oeste-este. (N) indica el lado norte de la calle, mientras que (S) indica el lado sur.
- > Intersección con Queensway y Justice Drive (正義道)
- (N) Sincere Insurance Building (先施保險大廈) (N.º 6-10). Primer edificio en el lado norte de la calle.
- (S) > Intersección con Monmouth Path
- (S) Three Pacific Place (N.º 1)
- (N) Tesbury Centre (金鐘匯中心) (N.º 24-32)
- (S) > Intersección  con Wing Fung Street, parte de la zona de compras y restaurantes Starstreet Precinct
- (N) > Intersección  con Anton Street
- (S) > Intersección  con Wing Lok Lane
- (N) > Intersección  con Landale Street
- (N) > Intersección  con Li Chit Street
- (S) > Intersección  con St. Francis Street
- (N) > Intersección  con Gresson Street
- (N) > Intersección  con Lun Fat Street
- > Intersección con Ship Street
- (N) > Intersección con Tai Wong Street West
- (S) Templo Hung Shing (N.º 129-131). Edificio histórico de Grado I.[7]
- (N) > Intersección con Tai Wong Street East
- (N) > Intersección con Swatow Street
- (N) > Intersección con Amoy Street
- (S) Hopewell Centre (N.º 183)
- (N) N.º. 186-190 Queen's Road East. Tong-laus construidos en la década de 1930.[8][1] Edificios históricos de Grado III.[7]
- (N) > Intersección con Lee Tung Street
- (N) QRE Plaza (N.º 202)
- (N) > Intersección con Spring Garden Lane
- (N) GARDENEast (N.º 222), un edificio de 28 plantas de residencias con servicios[9]
- (S) Wu Chung House (N.º 213)
- (N) > Intersección con McGregor Street
- (S) Old Wan Chai Post Office (N.º 221), un monumento declarado
- (S) > Intersección con Wan Chai Gap Road
- (N) > Intersección con Tai Yuen Street
- (N) MLC Tower (N.º 248)
- (S) Queen's Cube (N.º 239), un edificio de apartamentos de 29 plantas completado en 2010.
- (S) > Intersección con Stone Nullah Lane
- (N) > Intersección con Wan Chai Road
- (N) Antiguo Wan Chai Market (N.º 264). Edificio histórico de Grado III.[7]
- (S) > Intersección con Kennedy Street
- (N) Hong Kong Jockey Club Garden (香港賽馬會花園)
- (N) Ruttonjee Hospital (N.º 266). Fusionado con el Tang Shiu Kin Hospital en 1998. El edificio de la Asociación de Tuberculosis y Enfermedades del Corazón de Hong Kong es un edificio histórico de Grado III.[7]
- (S) > Intersección con Kennedy Road
- (S) Wah Yan College (N.º 281). Situado en Mount Parish.
- (N) Wan Chai Park (灣仔公園)
- (N) > Intersección con Wood Road
- (S) > Intersección con Stubbs Road
- (S) Khalsa Diwan Sikh Temple (N.º 371). Edificio histórico de Grado II.[7]
- (N) Queen Elizabeth Stadium (frente al Cosmopolitan Hotel)
- (S) Cosmopolitan Hotel (N.º 387-397). Situado en el extremo este de la calle. El edificio contenía antiguamente la sucursal de Hong Kong de la Agencia de Noticias Xinhua.
- > Intersección con Wong Nai Chung Road, frente a la parte norte del Happy Valley Racecourse, y cruce con Morrison Hill Road

## Calles con las que se cruza

### Lado norte
La mayoría de las calles que se cruzan con Queen’s Road East por el norte conectan con Johnston Road, situada hacia al norte. Las excepciones son Anton Street, McGregor Street y Wood Road. Como gran parte de Queen's Road East discurre a lo largo de la línea de costa original de la Isla de Hong Kong, estas calles se han construido en recientes tierras ganadas al mar. Las calles que conectan con el lado norte de Queen's Road East son, de oeste a este:
- Anton Street (晏頓街). Nombrada en honor a Charles Edward Anton. Es una calle corta que conecta Queen's Road East con Queensway.
- Landale Street (蘭杜街)
- Li Chit Street (李節街). Se eliminó parte de la calle para dar paso a la torre de apartamentos Li Chit Garden.
- Gresson Street. The Open Market in Gresson Street es parte del Wan Chai Heritage Trail.[10]
- Lun Fat Street (聯發街)
- Ship Street (también por el lado sur)
- Tai Wong Street West (大王西街). Conecta con Queen's Road East frente al Templo Hung Shing.[11] Su nombre se deriva del templo, porque "Tai Wong" es un nombre alternativo de Hung Shing.[12]
- Tai Wong Street East (大王東街). Conecta con Queen's Road East al otro lado del Templo Hung Shing.[11]
- Swatow Street. Nombrada en honor a Shantou.
- Amoy Street. Nombrada en honor a Xiamen.
- Lee Tung Street también conocida como Calle de las Tarjetas de Boda
- Spring Garden Lane
- McGregor Street (麥加力歌街). Conecta Queen's Road East con Cross Street.
- Tai Yuen Street (太原街) también conocida como "Calle de Juguetes", por las tiendas de juguetes que hay en la calle. El Open Market en Tai Yuen Street y Cross Street son parte del Wan Chai Heritage Trail.[10]
- Wan Chai Road
- Wood Road se sitúa más hacia el este, pasado el Parque de Wan Chai, y conecta Queen's Road East con Wan Chai Road

### Lado sur
La única calle que atraviesa Queen's Road East, es decir, conecta con ella por los lados norte y sur, es Ship Street. Las calles que conectan con el lado sur de Queen's Road East son, de oeste a este:
- Monmouth Path (萬茂里)
- Wing Fung Street, parte de la zona de tiendas y restaurantes Starstreet Precinct.
- Wing Lok Lane (永樂里), una calle corta que conecta Queen's Road East con Sun Street
- St. Francis Street
- Ship Street (también por el lado norte)
- Wan Chai Gap Road (灣仔峽道)
- Stone Nullah Lane
- Kennedy Street (堅彌地街)
- Kennedy Road
- Stubbs Road